# Мендес, Мауро (футболист)
Мауро Андрес Мендес Акоста (исп. Mauro Andrés Méndez Acosta; род. 17 января 1999, Сальто) — уругвайский футболист, нападающий клуба «Эстудиантес».

## Клубная карьера
Мендес — воспитанник клубов «Дефенсор Спортинг» и «Монтевидео Уондерерс». 2 июня 2019 года в матче против «Серро» он дебютировал в уругвайской Примере в составе последнего. 16 ноября в поединке против «Бостон Ривер» Мауро забил свой первый гол за «Монтевидео Уондерерс». Летом 2022 года Мендес перешёл в аргентинский «Эстудиантес». Сумма трансфера составила 1,7 млн евро. 30 июля в матче против «Банфилда» он дебютировал в аргентинской Примере. 28 апреля 2023 года в поединке против «Платенсе» Мауро забил свой первый гол за «Эстудиантес». В том же году игрок помог клубу выиграть Кубок Аргентины.

## Достижения
Клубные
 «Эстудиантес»
- Обладатель Кубка Аргентины — 2023